# Bertrand Toën
Bertrand Toën (né le 17 septembre 1973 à Millau, France) est un mathématicien, spécialiste en géométrie algébrique et théorie de l'homotopie. 
Il travaille notamment dans le domaine de la géométrie algébrique dérivée (en). 

## Biographie
Il a obtenu son doctorat en 1999 à l'université Paul-Sabatier, sous la direction de Carlos Simpson et Joseph Tapia. Il est actuellement directeur de recherche au Centre national de la recherche scientifique (CNRS) à l'université Paul-Sabatier, à Toulouse, en France.  

## Travail
Bertrand Toën est connu pour son utilisation systématique des méthodes homotopiques dans le domaine de la géométrie algébrique. Avec Gabriele Vezzosi et Jacob Lurie, il a jeté les bases de la géométrie algébrique dérivée (en), et de la théorie des catégories supérieures. Ses travaux ont apporté plusieurs contributions à la géométrie algébrique non commutative (en) au sens de Kontsevich, à la géométrie symplectique avec décalage et aux interactions entre topologie algébrique et géométrie algébrique en général.

## Récompenses
- Orateur invité au Congrès international des mathématiciens en 2014, dans la section "Géométrie algébrique et complexe" avec un exposé de 45 minutes intitulé Géométrie algébrique dérivée et quantification de la déformation[4]
- Lauréat en 2016 d'une Advanced Grant ERC
- Prix Sophie-Germain 2019[5]
- Médaille d'argent du CNRS 2023[6]